# 马丁广场

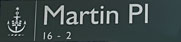
马丁广场路牌

马丁广场（英語：Martin Place），或译马丁坊、馬天皮利士、馬天皮厘士、孖頓披禮時，是位于澳大利亚新南威尔士州悉尼市中心的步行街。马丁广场是悉尼的“城市心脏”。同时，作为澳大利亚储备银行、澳大利亚联邦银行、麦觉理银行和其他公司的总部所在地，马丁广场也是商务和金融中心区。悉尼邮政总局大楼也在此路上。马丁广场西起乔治街，东至麦觉理街，地下有悉尼城市铁路马丁广场站。

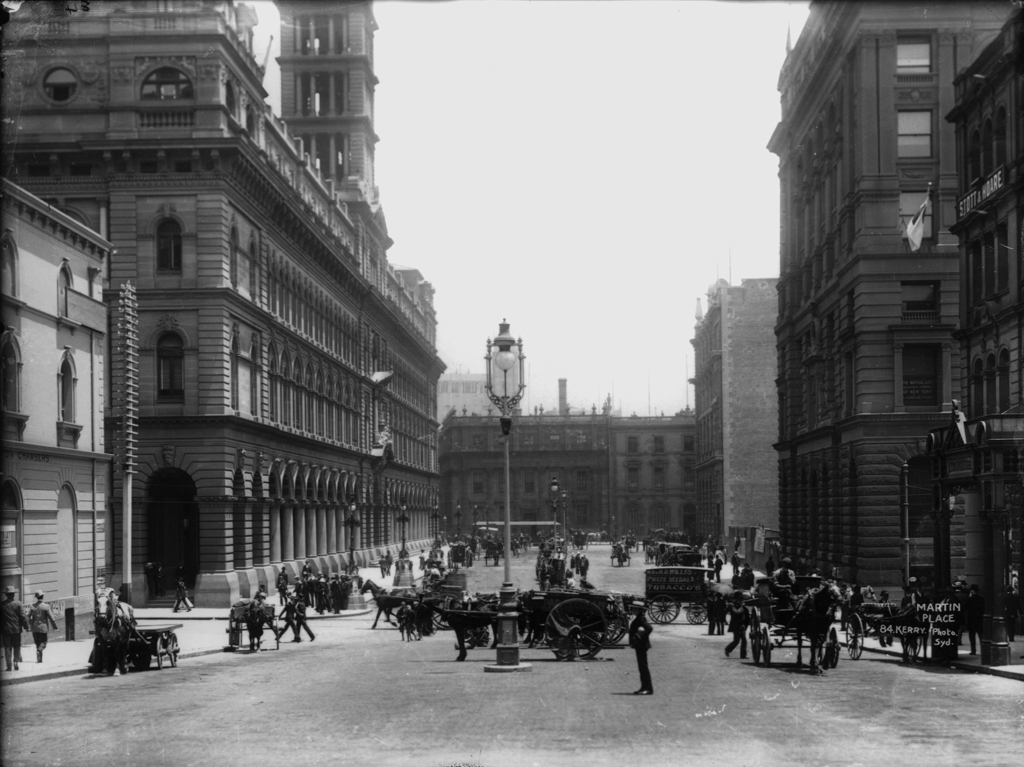
约1900年时的莫尔街和马丁广场。

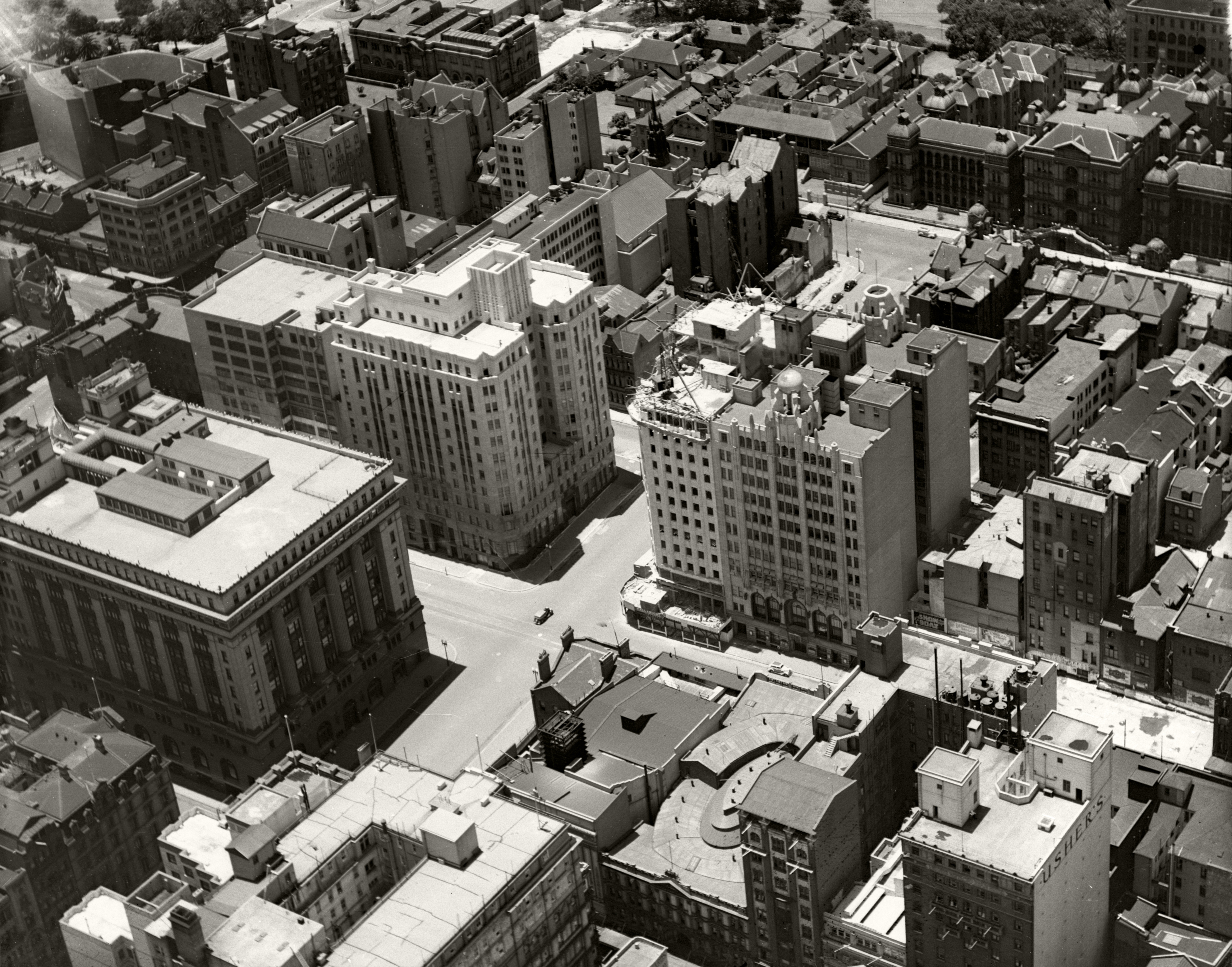
1936年馬丁廣場東段（至麦觉理街的延伸工程1935年完成後）。

最初的“马丁广场”是乔治街和必街（Pitt Street）之间的路段，1892年开通，以新南威尔士殖民地时代领导人物詹姆士·马丁爵士（英語：James Martin）命名。詹姆士·马丁曾三次出任殖民地总理，并曾任殖民地最高法院首席大法官。马丁广场1971年开始逐步停止车行。街道两旁保留了众多历史建筑，街上则有1927年建造的纪念第一次世界大战和澳纽军团的战争纪念碑、喷泉、娱乐场地、火车站出入口和供行人休息的长椅。在午餐时间尤其吸引人流，经常遍布附近办公室职员和骑自行车的快递员。

## 历史

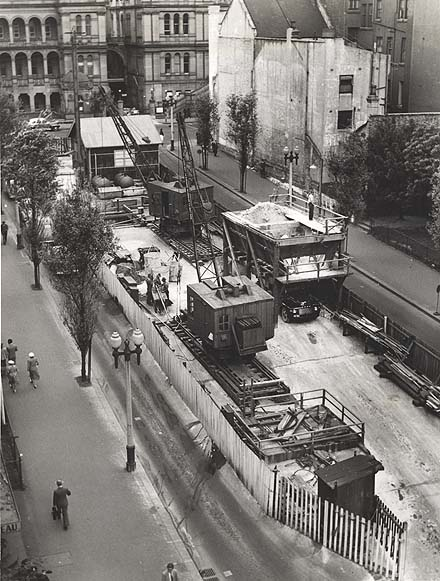
马丁广场东段，地下火车站在建时。右边后部裸露的房屋所在地现在是澳大利亚储备银行大楼。

今天的马丁广场是分段建成的。直到19世纪末，唯一接近现在街道样子的一段是必街至卡士禮街（Castlereagh Street)之间的一条短街，叫作“莫尔街”（英語：Moore Street）。比特街和乔治街之间则只有一条小巷（类似附近保存至今的天使巷（Angel Place）和霍斯金巷（Hosking Place）。1863年，现在的邮政总局大楼（General Post Office Building）在这条小巷南面开工。大楼工程分段建造，在大楼设计的正立面从向西朝向乔治街改成向北时，同时也有建议提出将小巷拓宽，成为连接莫尔街的街道。当小巷北面的部分房屋被火灾烧毁后，拓宽计划得到了需要的推力，1892年（威尼斯-意大利式的邮政总局大楼完工后一年）拓宽的街道正式开通，以新南威尔士殖民地总理、首席大法官詹姆士·马丁之名命名为“马丁广场”。邮政总局大楼占据了当时的马丁广场的整个南面。
莫尔街和马丁广场都成为了悉尼的商务和金融中心。1913年，澳大利亚联邦银行（当时的中央银行）在莫尔街和比特街转角建造了总部大楼。此后，其他银行纷纷跟进，建造了一系列壮丽的大楼，至今仍是此处街景的重要部分。1921年，莫尔街改名，成为马丁广场一部分。
不久后，当时的悉尼自治市议会提出将马丁广场延伸至麦觉理街，但延伸计划沿线必须拆迁的业主群起反抗，造成延伸计划屡次延迟，直到1935年才完成，马丁广场达到今天看到的规模，自乔治街开始，至麦觉理街结束。
随着马丁广场逐步成为了悉尼的“心脏”或“城镇广场”（见下文“事件”），开始有将此街改为步行街的呼吁。 改造工程从1971年到1979年逐步完成，此后整条街变为步行街。道路停止车行的时间安排一部分配合了在街道东段地下建造马丁广场火车站的工程需要。车站也在1979年完工启用。
20世纪后半叶，马丁广场上的一部分老建筑被拆除，代以现代主义风格建筑，其中最出众的是哈里·塞德勒设计的MLC中心。

## 建筑

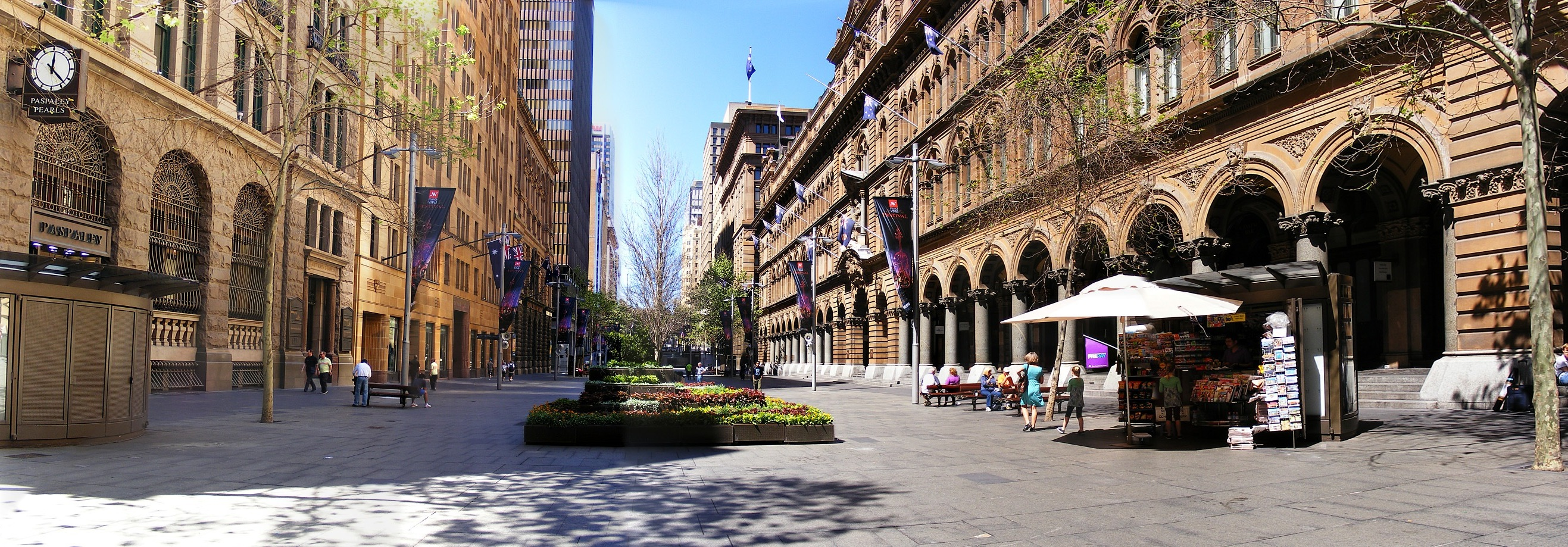
马丁广场西端广角照：右边是邮政总局（1号），左边是澳大拉西亚银行大楼（2号）和查雷斯大楼（4号）。

马丁广场两旁耸立着一大批从古典主义到当代风格等各种设计风格的大楼，其中重要建筑包括：
悉尼邮政总局 （General Post Office） （马丁广场一号）位于马丁广场西端，乔治街与比特街之间。该建筑由殖民地建筑师詹姆士·巴奈特（James Barnet）设计，1866年至1891年之间分期建成。巴奈特设计的正立面为新古典主义风格，砂岩质地，临街为柱廊。100米长、面对马丁广场的正立面中央是塔楼。此楼落成后作为新南威尔士邮政系统的总部使用，直到1996年被联邦政府售出，改造为商店、咖啡馆、餐厅和酒吧等。主楼后边的原中庭后部改建了威斯丁酒店（Westin Hotel）和麦觉理银行总部。澳大利亚邮政在大楼内仍有身影：马丁广场和乔治街角有一家“邮政店”。
澳大拉西亚银行大楼（Bank of Australasia Building）（马丁广场2号）是罗马式风格建筑，位于乔治街与马丁广场转角。澳大拉西亚银行于1951年并入澳纽银行。大楼近年整修后现作为店铺使用。
查雷斯大楼（Challis House）（马丁广场4号）所在地皮1906年由悉尼大学用捐赠基金购下，当时购价是每平方呎500英镑。 大楼由政府设计师佛农（W. L. Vernon）和罗伯逊·马克斯建筑师事务所设计，1907年建成。大楼以富商约翰·亨利·查雷斯（John Henry Challis）之姓命名，查雷斯在1880年曾将价值276,000英镑 （2011年价值约3000万澳元）遗产遗赠悉尼大学。这座装饰艺术风格建筑门额上饰有悉尼大学校徽，是大学的房地产投资中最重要的部分之一。2002年大学将大楼出租，租期99年。

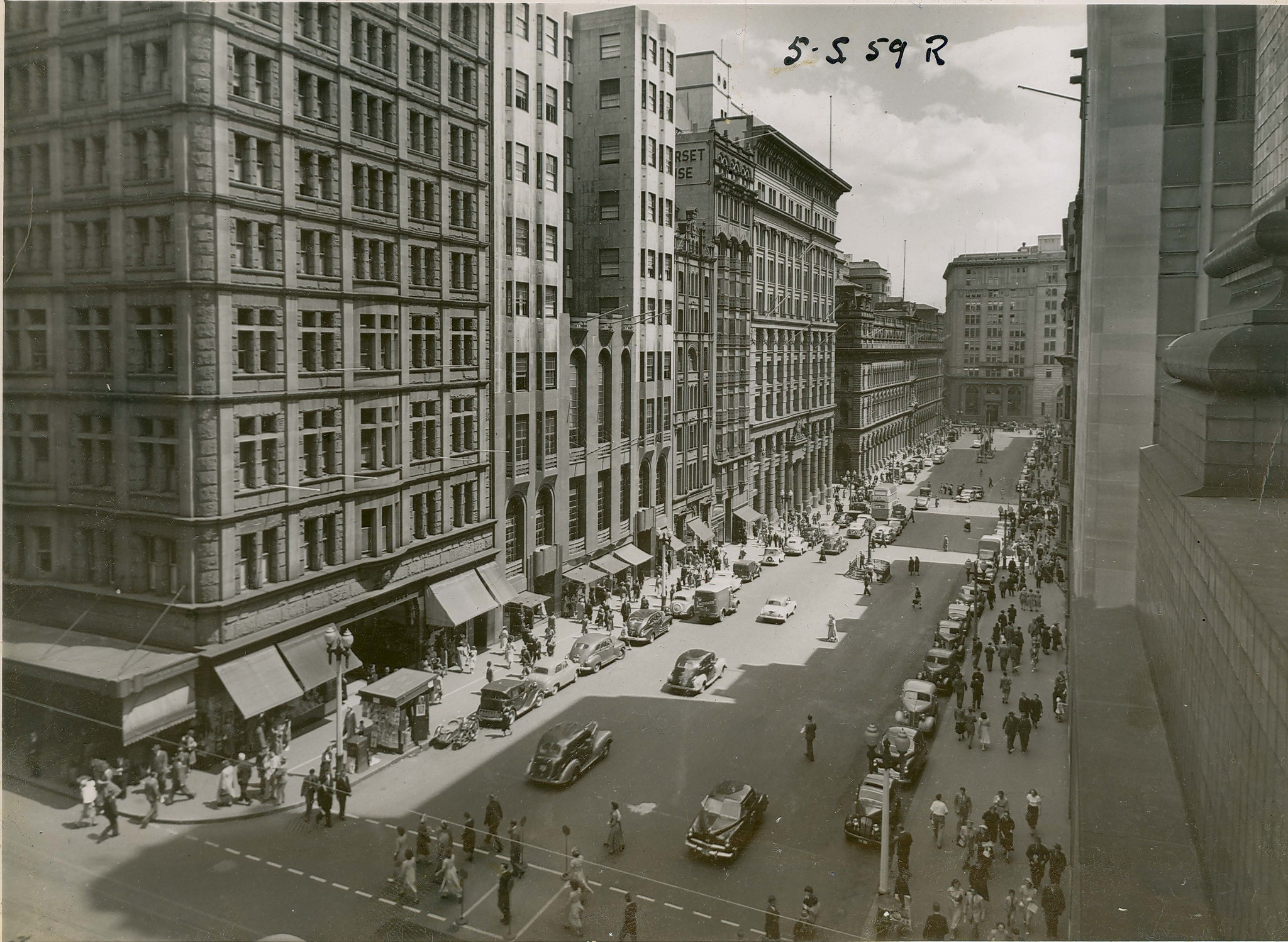
20世纪50年代的马丁广场。左边的高楼是商务旅客总会大楼和澳洲饭店1930年建成的翼楼，两幢建筑都在1971-2年拆除，此处建造了MLC中心摩天大楼。

联邦银行大楼（Commonwealth Bank building）（马丁广场5号）位于马丁广场和比特街街角，1916建成。这幢12层高的建筑由悉尼的科克帕垂克建筑师事务所（J & H.G Kirkpatrick）设计并建造。此建筑是澳大利亚第一座大型、钢结构“摩天大楼”，是当时为中央银行的澳大利亚联邦银行的总部，在银行内部被称为“悉尼银行”。
MLC中心（The MLC Centre）（马丁广场９号）所在地主要是澳洲饭店（Australia Hotel）旧址，拆除后建造了此楼。这幢228米高的钢筋水泥摩天大楼由哈里·塞德勒（Harry Seidler）设计，现代主义风格，称八边形柱体。1977年建成时它是世界最高的钢筋水泥办公楼，并且是北美洲以外最高的建筑。此建筑的建造引起争议，因为施工中拆毁了多座地标性历史建筑。现在租客包括美国驻悉尼领事馆。

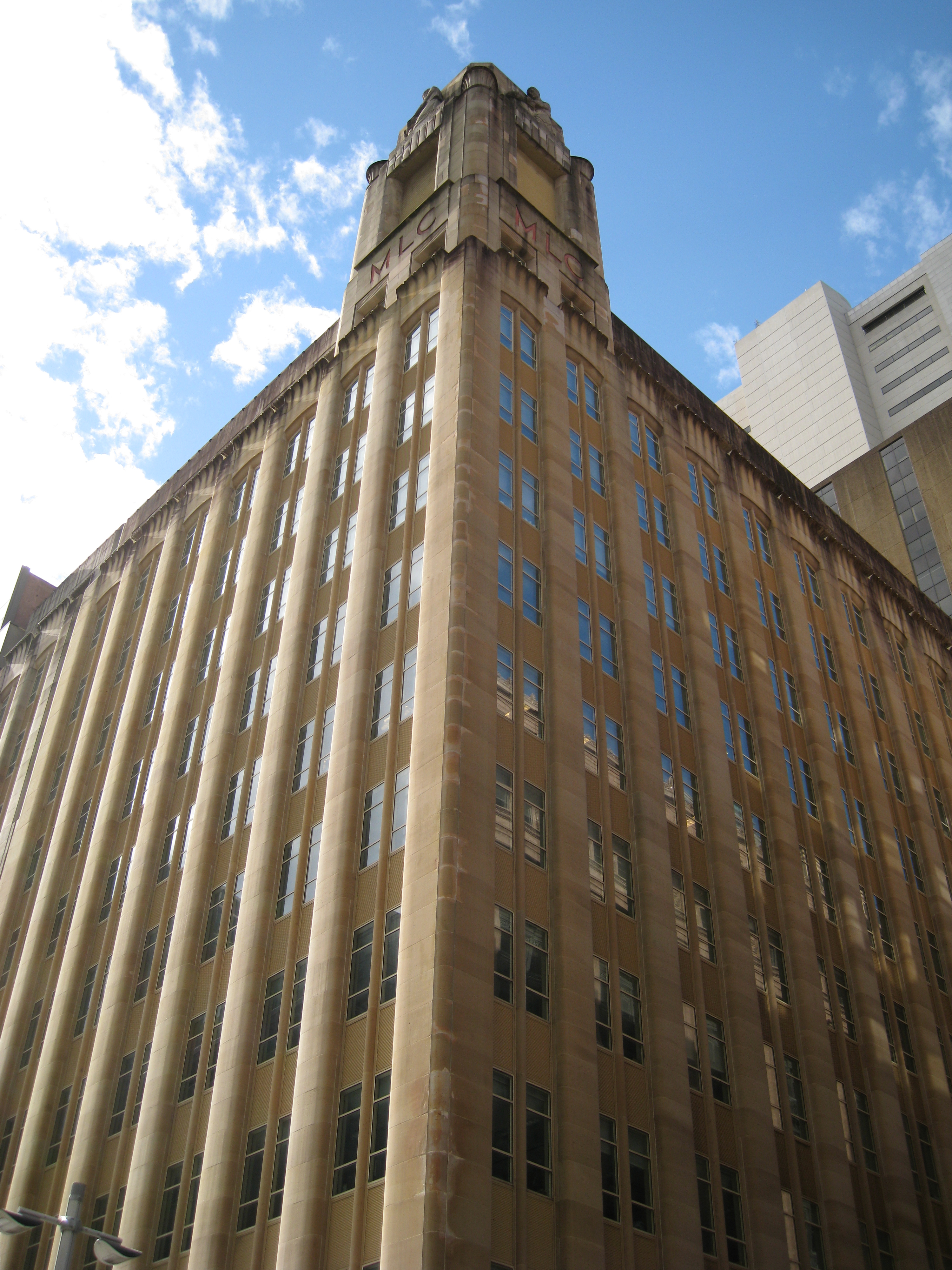
亨利·戴维斯·约克大楼

亨利·戴维斯·约克大楼 （The Henry Davis York building）（马丁广场38-46号）是11层楼装饰艺术风格建筑，位于卡士禮街与马丁广场转角。此建筑原为金融公司MLC的总部，MLC2000年被澳洲国民银行收购。大楼现在的主要租户是亨利·戴维斯·约克律师事务所。钟楼上仍旧刻有红色的“MLC”大字，但现在没有钟面。

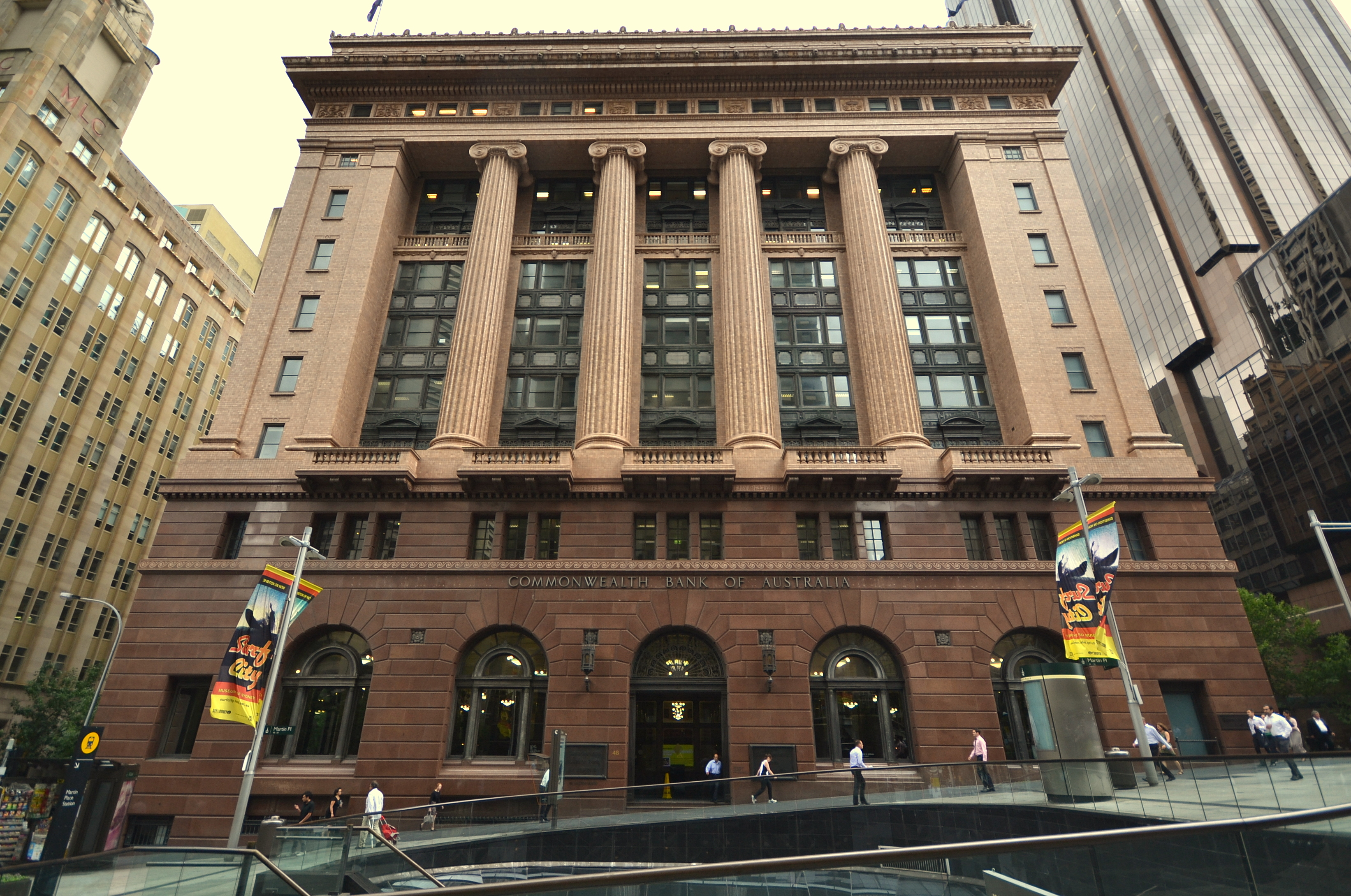
州立储蓄银行大楼

州立储蓄银行大楼（The State Savings Bank building）（马丁广场48号）拥有独特的布雜藝術风格的陶瓷与粉色大理石质地立面，后来亦为澳大利亚联邦银行所有。 此建筑建造时是新州州立储蓄银行总部，1928年揭幕。内部使用大型仿云石柱、大量使用大理石，天花板则使用石膏和压制金属质地。大楼的方形营业厅曾是世界最大的银行营业厅之一。地下室则有一座壮观的金库。
澳洲乡土保险大楼（The Australian Provincial Assurance building）（马丁广场53-63号）是14层楼装饰艺术风格建筑，位于伊丽莎白街与马丁广场转角。曾为华联银行悉尼办事处，底楼后来开出第一家瑞士蓮咖啡馆。
殖民地银行大楼（The Colonial Building）原为新州州立银行总部，1996年州立银行被殖民地银行并购，成为殖民地州立银行，又在2000年被澳大利亚联邦银行并购。这幢1986年建造的后现代主义风格建筑包括36层塔楼和两层正厅楼。原来的营业厅现在是七号电视台的悉尼新闻演播室，每天早晨电视台播报上午节目时在玻璃墙外都会聚集一群临时的“现场观众”。
澳大利亚储备银行大楼（The Reserve Bank of Australia building）位于菲利普街与麦觉理街之间，是澳大利亚的中央银行——澳大利亚储备银行的总部，大楼内还设置一座钱币博物馆。
其他毗邻马丁广场的建筑包括：
- 麦觉理街一端：悉尼医院。[13]

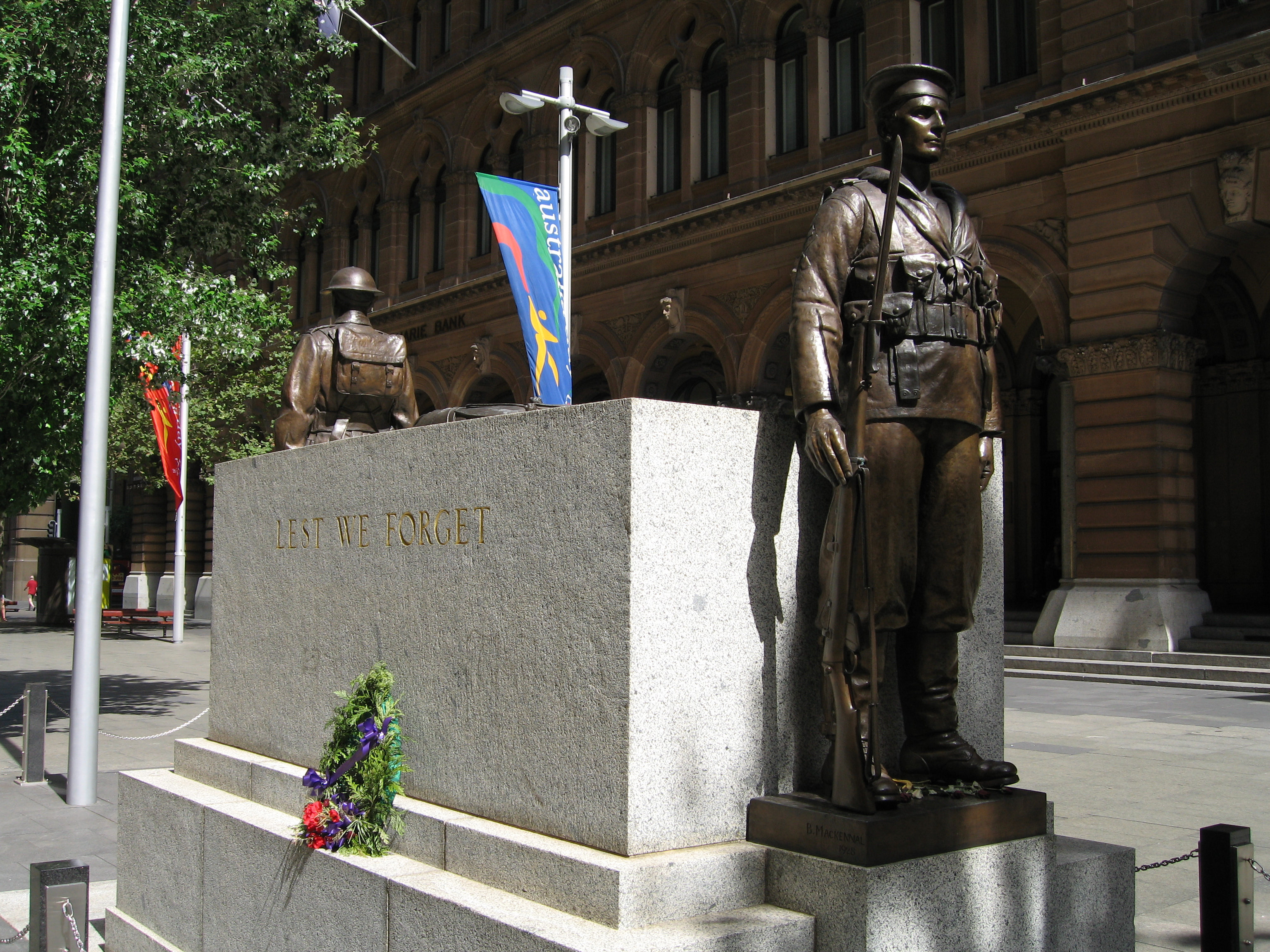
马丁广场战争纪念碑

- 乔治街一端：西太银行大楼和澳洲商业银行公司大楼（澳洲商业银行后来并入澳洲国民银行），这里现在成为巴寶莉专卖店。[14]
- 在伊丽莎白街上：太阳报大楼原为下午报《太阳报》的总部，该报纸80年代停止发行。摩天大楼哥特式风格，在悉尼仅有三幢此风格的建筑。
- 乔治街上：兴业银行大楼是美国式罗马风格建筑，原为美国公平人寿保险（Equitable Life Assurance Society of America）大楼。

除了这些建筑外，马丁广场上的其它设施包括：
- 战争纪念碑（Cenotaph，“空冢”）：位于邮政总局和查雷斯大楼之间、马丁广场中央，纪念第一次世界大战中的澳纽军团参战将士，以及此后各次战争中牺牲的澳洲人。纪念碑主体是莫鲁亚（Moruya）花岗岩，由建造悉尼海港大桥的石匠们制造，1927年8月8日落成。
- 比特街东面、联邦银行大楼前有一座喷水池，后面是一座下沉式露天小剧场，舞台虽使用需要可升降。
- 地下的马丁广场火车站及其地下商业区的入口。
- 突击队纪念碑（Commando Memorial）：位于东端，纪念第二次世界大战中捐躯的澳洲突击队员。[15]

## 交通

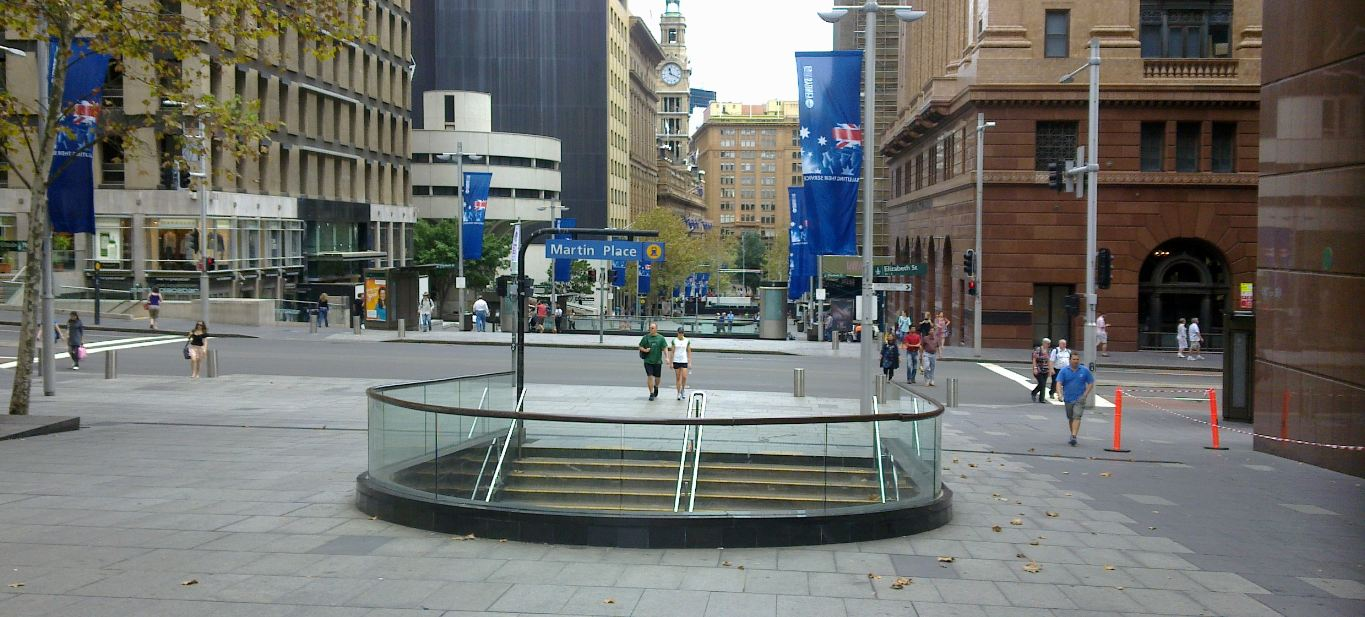
马丁广场火车站入口

穿过马丁广场的乔治街、伊丽莎白街、卡苏里街都是悉尼市中心的重要巴士走廊。此外，马丁广场地下是马丁广场火车站。附近还有圣詹姆士火车站（St James）（东端）和温雅火车站（Wynyard）（西端）两座地下车站。

## 事件

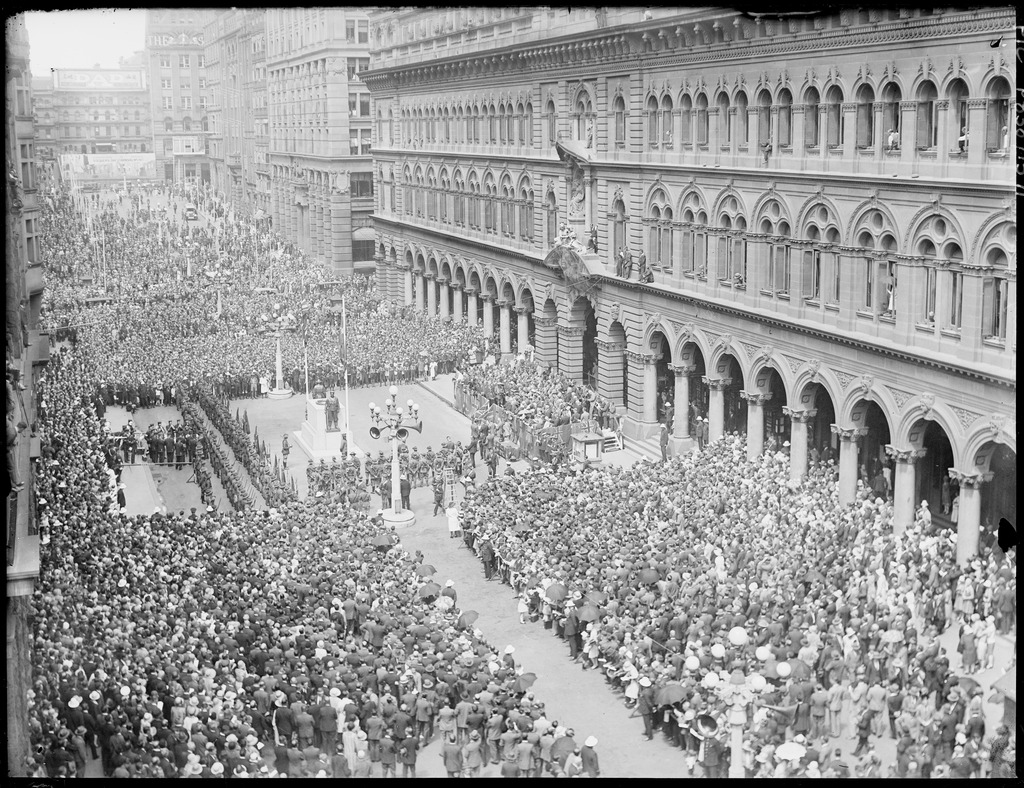
1930年在马丁广场上举行的澳纽军团日游行。

马丁广场从原来的狭窄小巷开始，逐渐发展成了悉尼的「城市心脏」。除了其中心位置，另一个因素是邮政总局及其附属电报局在这里：早年，这里是重要消息首先到达悉尼的地方。所以，这里成为了人们聚集等候或庆祝重要消息的地方。战争纪念碑之所以坐落这里，也是因为这里是悉尼市民在第一次世界大战结束时聚集庆祝的地方。这里现在是悉尼的正式战争纪念活动的中心。马丁广场的扩建使它在悉尼城市布局中变得更加重要：现在的马丁广场是悉尼最早的“大街”、商业轴线——乔治街，与仪式大道、政府轴线——麦觉理街之间的宽阔连接线。悉尼市民仍经常在重要事件发生时在此聚集：例如2000年夏季奥运会时在此观看大屏幕上转播的比赛、2008年在此观看陆克文政府对失竊的一代道歉的转播。此外，比特街附近的露天小剧场经常用于音乐及文化节目，以及政治示威。
现在马丁广场上定期举办的市民活动包括：
- 每年4月25日在此举行澳纽军团日日出纪念仪式。[16]
- 悉尼最大的圣诞树，每年树立在马丁广场。通常11月底圣诞树亮灯时会举办音乐会。[17]
- 每年的悉尼艺术节中马丁广场都是重要场地。
- 每年都有许多露天音乐会在小剧场举行。

广场上近年发生的事件和节目包括：
- 2000年夏季奥运会期间，马丁广场作为室外直播场地，竖立起了4.8米乘6.4米的大屏幕，实况转播赛事。[18]

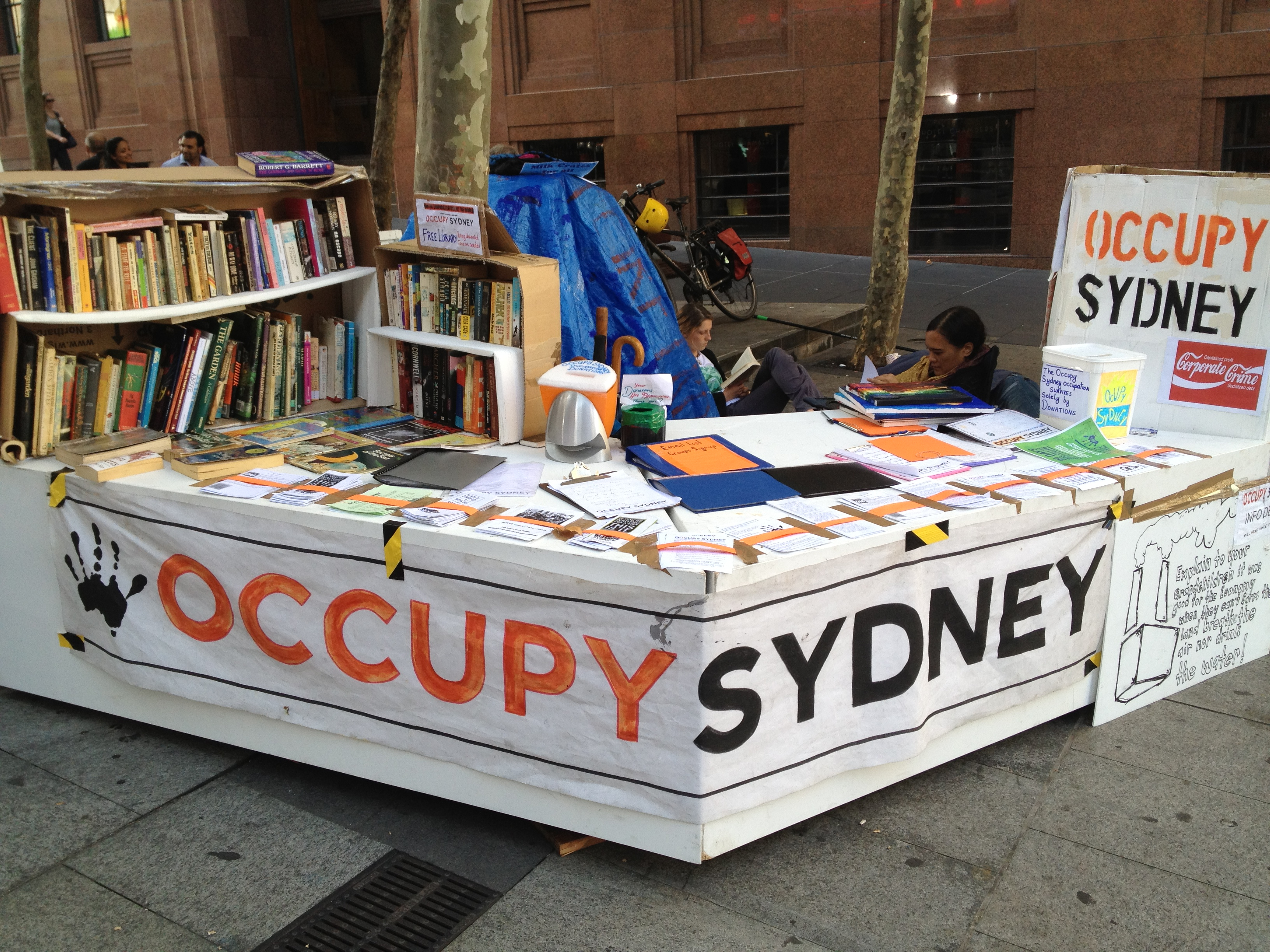
2012年2月时的“占领悉尼”摊位

- 「占领悉尼」示威运动从2011 年10月15日开始“占领”了马丁广场东段、接近麦觉理街政府区的一块。2011年10月23日警方驱除了部分示威者。[19]此后当局屡次进行清场，而示威者又回来“占领”广场，直到2013年7月最终将营帐清除。[20][21]
- 2012年9月，300名穆斯林在广场上聚集，抗议电影《穆斯林的无知》，警方和示威者发生冲突。
- 2014年12月15日，马丁广场菲利浦街轉角上的瑞士蓮咖啡馆发生劫持事件，共17人被劫为人质，在16日凌晨由武装警察突击后解救出所有人质，事件造成劫持者及两名人质丧生。

## 流行文化

### 电影

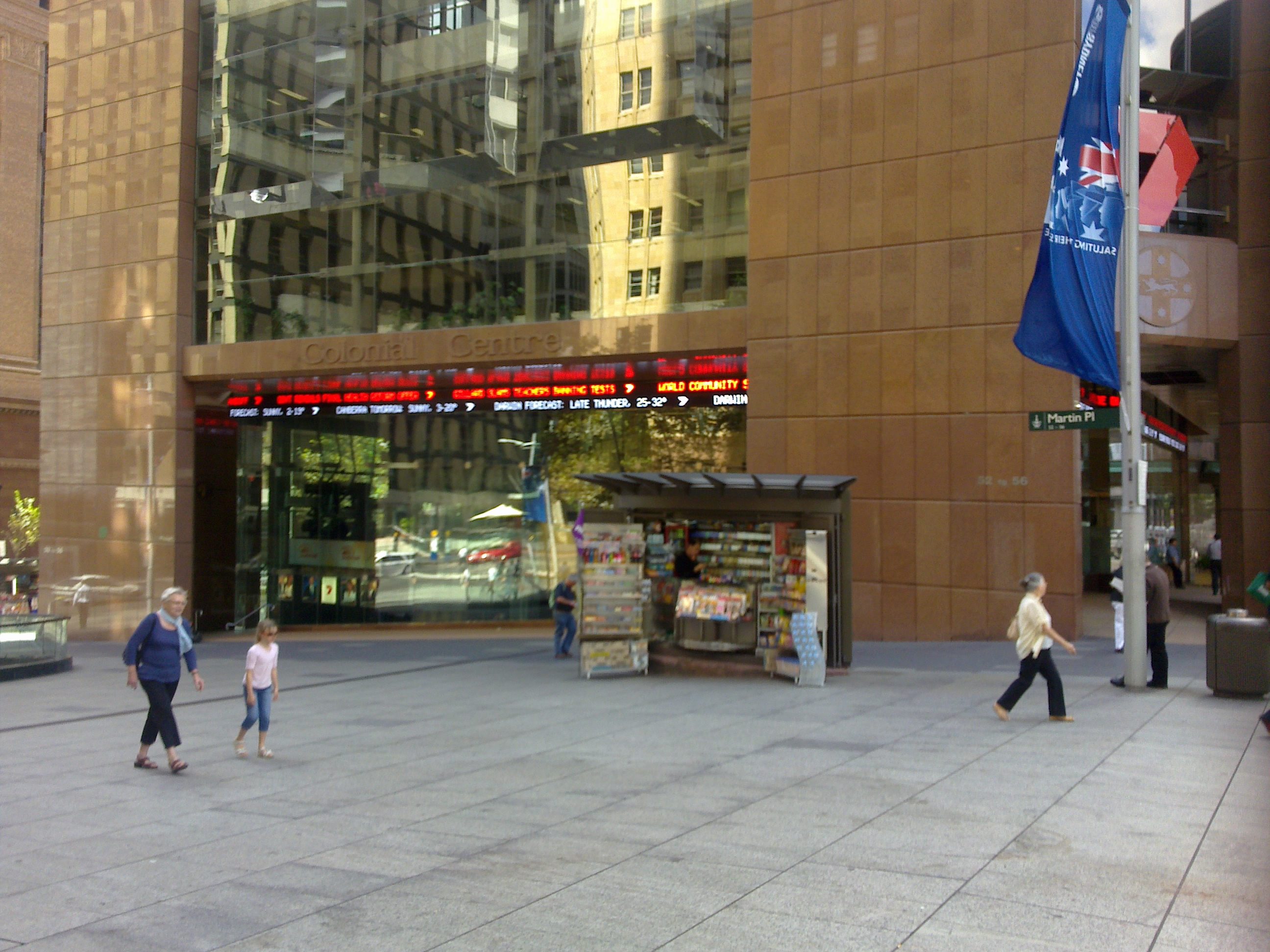
七号台演播室

- 黑客帝国系列
比特街上的喷水池在电影《黑客帝国》的重要一幕中出现：尼歐的注意力在此被“红衣女”吸引。此电影制作后喷水池已被改建。此外，马丁广场也在此电影系列其它部分用作场景。[22]
- 《超人再起》
2006年大片《超人再起》中，超人从车祸中救出凱蒂·柯瓦斯基一幕在此取景。[23]

### 电视
- 七号电视台在马丁广场的演播室用于演播新闻类节目《日出》、《周末日出》、《七号早新闻》、《七号晨早新闻》、《七号悉尼新闻》、《七号四点新闻》和《七号七点新闻》，以及《早晨秀》、《每日版》等节目。
- 澳洲广播公司的连续剧《雷克》（Rake）的主角是在马丁广场工作的大律师。
- 电视影片《赌大》（Go Big）在马丁广场和沿街的酒吧取景。
- 社会真实节目《内鬼》（The Mole）澳洲版2005年季中，有一段在马丁广场七号台演播室直播。[24]决赛段也在此摄影。
- 《极速前进》第二季中的一段在马丁广场进行。[25][26]